# Albanus-Gletscher
Der Albanus-Gletscher ist ein Gletscher von etwa 40 km Länge, der in westliche Richtung entlang der Südseite der Tapley Mountains fließt und nördlich des Mount Zanuck im Königin-Maud-Gebirge in den Scott-Gletscher mündet. 
Er wurde durch die von Quin Blackburn (1900–1981) geleitete geologische Mannschaft der zweiten Antarktisexpedition (1933–1935) des US-amerikanischen Polarforschers Richard Evelyn Byrd entdeckt. Benannt ist der Gletscher nach dem Unternehmer Albanus Phillips Jr. (1902–1970), einem Sponsor dieser und Byrds erster Antarktisexpedition (1928–1930).